# Habo (Gemeinde)
Koordinaten: 57° 55′ N, 14° 4′ O

Habo ist eine Gemeinde (schwedisch kommun) in der schwedischen Provinz Jönköpings län und der historischen Provinz Västergötland. Der Hauptort der Gemeinde ist Habo.

## Geographie
Die Gemeinde liegt am Westufer des Vättern.

## Geschichte
Bei der Bildung der Provinz Västra Götalands län am 1. Januar 1998 wurde die Gemeinde zusammen mit der westlich benachbarten Gemeinde Mullsjö – im Unterschied zu allen anderen Gemeinden der früheren Provinz Skaraborgs län – in die Provinz Jönköpings län eingegliedert.

## Wappen
Beschreibung: Im Silber und Grün gespaltenen Wappen ein den Schildrand berührenden Zaun in verwechselten Farben.

## Größere Orte

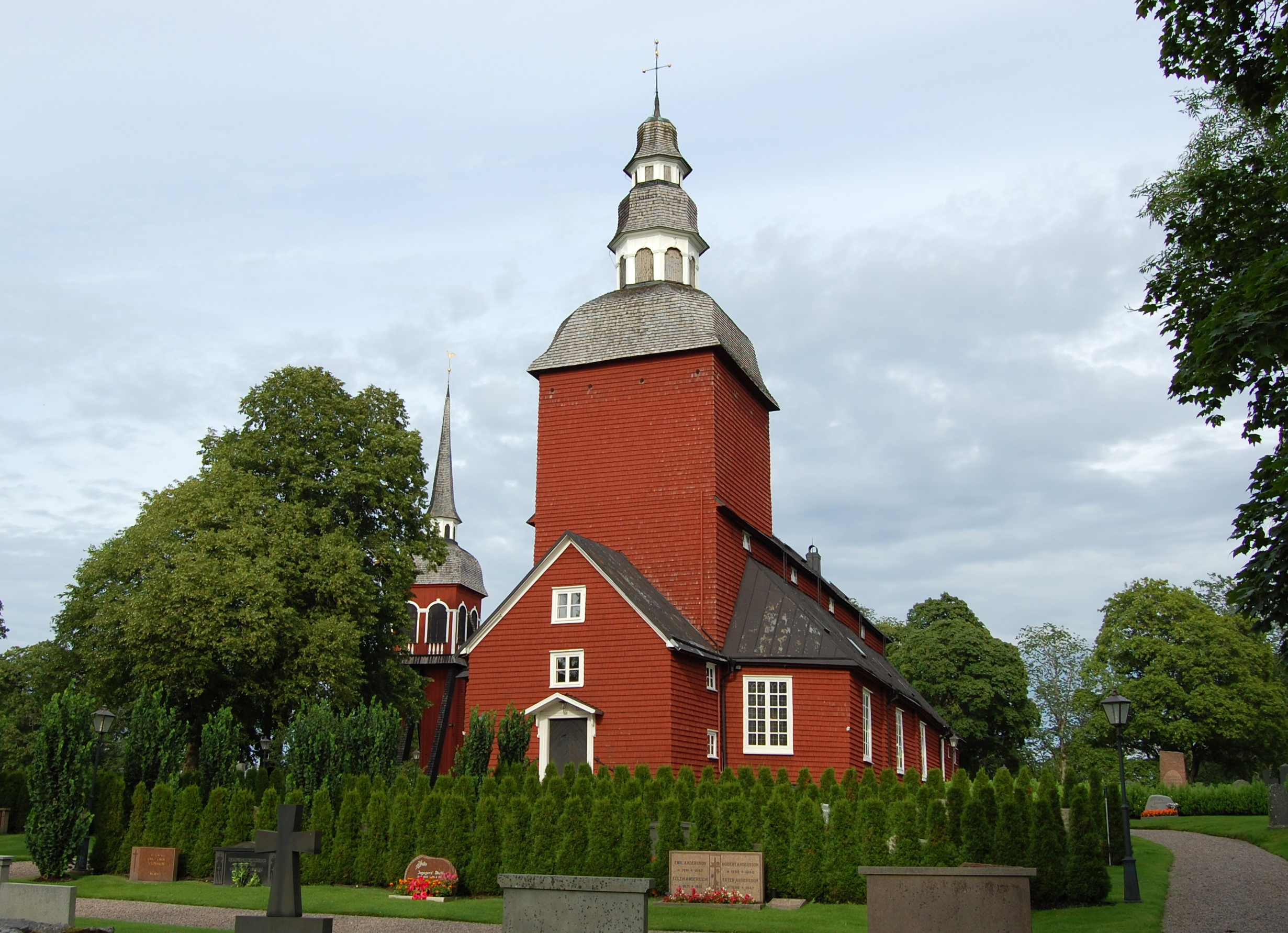
Die Kirche von Habo

In der Gemeinde gibt es drei Orte, schwedisch tätorter, diese sind:
- Fagerhult
- Furusjö
- Habo

## Sehenswürdigkeiten
Als bekannte Sehenswürdigkeit ist die aus Holz errichtete und ungewöhnlich vielfältig ausgemalte Kirche von Habo zu nennen.